# Энг, Тони
Свен То́ни Энг (швед. Sven Tony Eng; род. 19 июня 1959) — шведский кёрлингист.
В составе мужской сборной Швеции участник чемпионата мира 1982 (заняли четвёртое место). Чемпион Швеции среди мужчин. В составе юниорской мужской сборной Швеции участник чемпионата мира 1979 (заняли седьмое место). Чемпион Швеции среди юниоров.

## Достижения
- Чемпионат Швеции по кёрлингу среди мужчин: золото (1982).
- Чемпионат Швеции по кёрлингу среди юниоров: золото (1979).

## Команды
| Сезон   | Четвёртый     | Третий        | Второй           | Первый              | Турниры                       |
| ------- | ------------- | ------------- | ---------------- | ------------------- | ----------------------------- |
| 1978—79 | Тони Энг      | Сёрен Гран    | Lars Grengmark   | Anders Svennerstedt | ЧШЮ 1979 · ЧМЮ 1979 (7 место) |
| 1981—82 | Конни Эстлунд | Тони Энг      | Хенрик Хольмберг | Anders Svennerstedt | ЧШМ 1982                      |
| 1981—82 | Сёрен Гран    | Конни Эстлунд | Никлас Ярунд     | Тони Энг            | ЧМ 1982 (4 место)             |

(скипы выделены полужирным шрифтом)